# Neoconis presai
Neoconis presai är en insektsart som beskrevs av Monserrat 1983. Neoconis presai ingår i släktet Neoconis och familjen vaxsländor. Inga underarter finns listade i Catalogue of Life.